# Liza ramada
Liza ramada é uma espécie de peixes marinhos e de água doce da família das tainhas, lançado pela costa do nordeste do Oceano Atlântico (Noruega a Marrocos), Mar do Norte, Mar Mediterrâneo, Mar Negro e Mar Báltico. É conhecida também como alvor, bicudo, corveo, fataça-do-ribatejo, moleca, muge, mugem, oirives, tainha  ou tainha-fataça.

## Descrição
Seu comprimento máximo normal é de cerca de 35 cm (embora haja relatos de captura de exemplares com até o dobro desse comprimento), e o peso máximo registrado é de 2,9 kg. A idade máxima registrada é de 10 anos. Seu corpo é fusiforme, e a cabeça  achatada acima dos olhos; a boca é pequena, e o focinho é curto e robusto. Tem duas barbatanas dorsais bem separadas - a primeira com 4 ou 5 espinhas e 7 a 10 raios moles. A nadadeira anal tem 3 espinhas e 8 a 9 raios moles. Quatro barbatanas peitorais estão localizadas na parte alta dos flancos. As escamas são grandes. O dorso e os flancos do animal  são de cor cinza, enquanto a zona ventral é branca.

## Habitat
Espécie migratória, vive em águas superficiais do mar, em ambiente nerítico, com um comportamento catádromo. A espécie é frequentemente encontrada em águas poluídas. A desova ocorre no mar, perto da costa, entre setembro e fevereiro. Os ovos, não aderentes, desenvolvem-se  no mar. Os indivíduos jovens colonizam a costa, entrando em lagunas, no estuários dos rios. Quando adultos, entram no curso inferior dos rios. Alimentam-se de algas epífitas, de detritos e de pequenos organismos bentônicos ou planctônicos, ovos e larvas.

## Sinonímia (taxonomia)
- Liza alosoides (Fowler, 1903)
- Liza capito (Cuvier, 1829)
- Liza ramado (Risso, 1827)
- Mugil britannicus (Hancock, 1830)
- Mugil capito (Cuvier, 1829)
- Mugil caustelus (Nardo, 1847)
- Mugil cephalus ramado (Risso, 1827)
- Mugil dubahra (Valenciennes, 1836)
- Mugil octoradiatus
- Mugil petherici (Günther, 1861)
- Mugil ramada (Risso, 1827)
- Mugil ramado (Risso, 1827)
- Myxus maroccensis (Mohr, 1927)